# サタデー・ナイト・フィーバー (ミュージカル)
『サタデー ナイト フィーバー：ザ ミュージカル』(SATURDAY NIGHT FEVER THE MUSICAL)は同名の映画「サタデー・ナイト・フィーバー」を元にしたミュージカル。

## 概要
1998年にミュージカル版がロンドンで製作され、1999年にはアメリカのブロードウェイで公演された。
その後、数多くの国で公演が行われている。英語版ページを参照。

## 日本公演
2003年8月2日〜8月28日(8/18のみ休演日) 新宿コマ劇場

。

### 日本版キャスト
- 大澄賢也：トニー・マネロ
- 純名りさ：ステファニー・マンガーノ
- シルビア・グラブ：アネット
- 美勇士：ボビーC(フェイシス)
- 治田敦：フスコ
- ウガンダ・トラ：モンティ
- 安崎求：フランク・マネロJr
- 初風諄：フロー・マネロ
- ミッキー・カーチス：フランク・マネロ
- 谷口浩久：ダブルJ(フェイシス)
- 清野秀美：ガス(フェイシス)
- 西村直人(劇団急旋回)[3]：ジョーイ(フェイシス)

#### ダンサー・アンサンブル
佐久間浩之：イタリア系の客 ほか／BEAT：シャツ屋 ほか／浅井信好：イタリア系の客 ほか／井島剛：プエルトリコ系の客 ほか／岡口貴志：アントニオ ほか／梶川高志：バラクーダ ほか／かつお：バラクーダ ほか／神崎順：チェスター・ブリンソン ほか／KOHJIRO：バーテンダー ほか／佐々木誠：シーザー・ロドリゲス ほか／鈴木祥高：バラクーダ ほか／David Chao：ジェイ・ラングハート／濱田博明：バラクーダ ほか／美濃良：アル ほか／山上剣志：バラクーダ ほか／結樺健：ベッカー ほか

赤羽根沙苗：ドリーン ほか／一瀬友華：DJの助手 ほか／大漉真実子：ピザ・ガール ほか／岡部美英：マリア・ウェルター ほか／折笠奈緒美：リンダ・マネロ ほか／勝野久美：イタリア系の客 ほか／川野ゆかり：イタリア系の客 ほか／佐藤志帆：イタリア系の客 ほか／清水美子：プエルトリコ系の客 ほか／永盛裕子：イタリア系の客 ほか／羽田真梨子：イタリア系の客 ほか／林希：シャーリー・チャールズ ほか／宮﨑つぐみ：ルシール ほか／宮本えりか：コニー ほか／MEG(ともきよめぐみ)：プエルトリコ系の客 ほか／森加奈子：ウェイトレス ほか／柳橋さやか：イタリア系の客 ほか／和田はるか：イタリア系の客 ほか

鈴木幸枝：トニーの祖母

#### オーケストラ
- キーボード・コンダクター：玉麻尚一
- キーボード・ピアノ：松島雪子
- キーボード：後藤友輔(To Be Continued)
- ドラム：土屋敏寛、野瀬寛彦(19日)
- ベース：白石慶一、小林大(12・13・19日 ほか)
- ギター：中村康彦
- サックス：宮崎隆睦(T-SQUARE)、萱生晶樹(9・15・21・23・24日 ほか)
- トランペット：中野勇介、富山渡(19・26日 ほか)
- トロンボーン：辻冬樹、古田綾(6・7・9・16・17・19・23・24・26・27日 ほか)
- ホルン：源真理、広川実(13・15・16・17・21日 ほか)
- ラテン・パーカッション：よしうらけんじ、浜野リツヤ(3・13・23・24・26日 ほか)、深瀬健太郎(6・7日 ほか)
- クラシック・パーカッション：萱谷有里、平形真希子(3・6・9・15・16・17日 ほか)

### 日本版スタッフ
- 翻訳：松田直行
- 演出：友澤晃一
- 演出補：磯西賢(コマ・スタジアム)
- ダンス プロデュース：パパイヤ鈴木
- 振付：南流石、シンゴ＆アスカ、坂見誠二(SEIJI)
- 振付助手：江波戸康成(電撃チョモランマ隊)、CHINO(流石組)、YOSHITO(流石組)、清水洋子
- 音楽監督・訳詞：玉麻尚一（全楽曲の日本語歌詞）
- 音楽監督助手・稽古ピアノ：松島雪子
- 歌唱指導：西教"mickie"みのり

- 主催：コマ・スタジアム、TBS RADIO 954kHz
- 特別協賛：再春館製薬所

## エピソード
トニー役の大澄賢也は今作のダンスレッスンでニューヨークを訪れた際に、全米ツアーキャストのトニー役とステファニー役に面会をした。